# Chemia (astronomia)
Chemia w astronomii – dyscyplina badań zajmująca się, podobnie jak chemia „ziemska” badaniem przemian substancji.
Z powodu tego, że przemiany dotyczą innego poziomu organizacji materii – związki chemiczne na ziemi, w astronomii głównie przemiany jądrowe, choć reakcje chemiczne nie są pomijane – termin ten ma inne znaczenie dla chemików, a inne dla astronomów.
W astronomii, pojęcie chemia zwykle oznacza fizykę jądrową. Na przykład dla astronomów ewolucja chemiczna oznacza przemianę jednego pierwiastka w inny, dla chemików zaś, przemianą chemiczną jest przemiana bez zmian pierwiastka.
Astronomia stosuje też inną terminologię dotyczącą jąder atomowych, dla astronomów każdy pierwiastek oprócz wodoru i helu jest określany terminem pierwiastek ciężki lub metal. Np. węgiel i tlen są nazywane metalami, choć z chemicznego punktu widzenia nie są to metale.
Kiedy astronomowie chcą mówić o chemii w sensie ustalonym przez chemików, często używają przymiotnika molekularny.
W ramach astronomii, a dokładniej astrofizyki prowadzi się jednak też badania chemiczne w bardziej tradycyjnym sensie. Badania te prowadzi się w ramach dwóch nauk:
- kosmochemia – zajmuje się przemianami chemicznymi i jądrowymi, które są odpowiedzialne za powstawanie dobrze zdefiniowanych ciał niebieskich – gwiazd i planet. Kosmochemia stara się dać odpowiedź na pytanie, jakie przemiany chemiczne i jądrowe są odpowiedzialne za powstawanie tych obiektów, a także zajmuje się analizą ich składu chemicznego.
- astrochemia – koncentruje się na przemianach chemicznych zachodzących w układach rozproszonych w kosmosie – takich jak materia międzygwiazdowa, mgławica czy obłok międzygwiazdowy.

Ze względu na to, że z materii międzygwiazdowej formują się gwiazdy i planety, zaś rozpad gwiazd powoduje powstawanie obłoków międzygwiazdowych i mgławic zakres astrochemii i kosmochemii nakłada się na siebie i czasami trudno jest dokładnie zakreślić granicę między tymi dziedzinami nauki.